# トリセツ (曲)
「トリセツ」は、日本のポップ歌手西野カナの27枚目のシングル。2015年9月9日にSME Recordsから発売された。現在では結婚式の定番ソングとなっている。

## 概要
前作「もしも運命の人がいるのなら」から約4ヶ月ぶりのシングル。
2015年第2弾シングル。通常盤と初回生産限定盤（オリジナルジャケット仕様）の2種での発売。初回生産限定盤には、ジャケット撮影のオフショットを収録したDVDが付属されている。
表題曲は、映画『ヒロイン失格』の主題歌で、同映画の脚本を読んでから、楽曲の制作に取りかかったという。曲名は女性への取扱説明書の意味であり、このタイトルについて西野は「男性になかなか理解してもらえない女性の内面、乙女心を『取扱説明書』になぞらえて描いた曲」と述べている。また、同楽曲は2015年8月23日に行われた全国アリーナツアー“with LOVE tour”のファイナルで初披露された。
表題曲やカップリング曲の「A型のうた」の独自の替え歌を作る事が流行した。
表題曲で、2015年12月31日放送の第66回NHK紅白歌合戦に6年連続、2018年12月31日放送の第69回NHK紅白歌合戦に9年連続となる出場を果たした。
表題曲は、2016年度の日本音楽著作権協会（JASRAC）の著作権使用料分配額（国内作品）ランキングで年間8位を獲得した。

## 収録曲
| 全作詞: Kana Nishino。 |               |              |                                                |                                         |      |
| #                      | タイトル      | 作詞         | 作曲                                           | 編曲                                    | 時間 |
| 1.                     | 「トリセツ」  | Kana Nishino | DJ Mass (VIVID Neon*)、Shoko Mochiyama、etsuco | Naoki Itai (MUSIC FOR MUSIC)            | 4:17 |
| 2.                     | 「A型のうた」 | Kana Nishino | Kentaro (Andersons)、Dominika (Andersons)      | Naoki Itai (MUSIC FOR MUSIC)、Andersons | 3:28 |
| 3.                     | 「True Love」 | Kana Nishino | DJ Mass (VIVID Neon*)、Shoko Mochiyama         | VIVID Neon*、Shoko Mochiyama            | 3:44 |
| 合計時間:              | 合計時間:     | 合計時間:    | 合計時間:                                      | 11:29                                   |      |

| #  | タイトル                                          | 作詞 | 作曲・編曲 | 時間 |
| -- | ------------------------------------------------- | ---- | ---------- | ---- |
| 1. | 「Behind the scenes of “トリセツ” Photo Session」 |      |            | 6:25 |

## タイアップ
| 曲名     | タイアップ                                             |
| -------- | ------------------------------------------------------ |
| トリセツ | ワーナー・ブラザース映画配給映画『ヒロイン失格』主題歌 |

## 収録アルバム
トリセツ
- Just LOVE
- Love Collection 2 〜pink〜
- ALL TIME BEST 〜Love Collection 15th Anniversary〜

A型のうた
- Secret Collection 〜RED〜
- Love Collection 2 〜pink〜
- ALL TIME BEST 〜Love Collection 15th Anniversary〜

## 評価
KinKi Kidsの堂本光一は、「（トリセツの歌詞って）男からしたらくっそめんどくさいですよね？」「『あ゛ぁん？？』ってやつですよね」と発言している。恋愛依存の克服支援カウンセラー、畠山ユキ子は「歌詞から伝わる、女性側の『私を理解してほしい』感を、押しつけのように捉えるか、捉えないかの違いはありますよね。たとえば俺様気質の男性であれば、『トリセツ』のような内容は、男性が女性よりも下のように感じる場合もあり、イラッとさせてしまうのかもしれませんね」と評価している。吉田拓郎は「（女性たちの）こんな努力を気づいてほしいっていう歌なのでは？」と評した。